# Arachnocalyx
Arachnocalyx es un género con dos especies de plantas fanerógamas perteneciente a la familia Ericaceae.

## Taxonomía
El género  fue descrito por Robert Harold Compton y publicado en Journal of South African Botany 1: 144. 1935. La especie tipo es: Arachnocalyx cereris Compton

## Especies aceptadas
A continuación se brinda un listado de las especies del género Arachnocalyx aceptadas hasta febrero de 2014, ordenadas alfabéticamente. Para cada una se indica el nombre binomial seguido del autor, abreviado según las convenciones y usos.
- Arachnocalyx cereris Compton
- Arachnocalyx viscidus (N.E.Br.) E.G.H.Oliv.